# 高沢沙耶
高沢 沙耶（たかざわ さあや、1990年12月29日 - ）は、日本の元AV女優。ジーアースエンターテイメント所属。

## 略歴・人物
2011年にデビューしたロリ系の巨乳AV女優である。
「加藤まみまみ（かとう まみまみ）」「森島あや（もりしま あや）」の名前でイメージDVDにも出演している。
2024年3月現在
池袋 変態clubラツィエルに在籍

## 出演作品

### アダルトDVD
2011年
- 強制女装娘 「アナタ、今日から女の子ね。」（1月20日、レイディックス）他出演:直嶋あい、高島寧音、蒼木マナ、百瀬亜美加、星崎アンリ、雪野ひかる、若林美緒
- 女子校生のずっぼずぼアナルオナニー（2月18日、OFFICE K'S）他出演:原沢さな、梨杏、野中あんり
- 巨乳じゃないとダメですか… 応募してきた地方妻 ともみ（3月15日、光夜蝶）　※「ともみ」名義
- レズビアン女子校生 天然ボインとぷっくりパイパン（3月19日、アンナと花子）…共演:くるみ
- 少女肉壷扱い さあや（3月25日、ラマ）　※「さあや」名義
- パーフェクト過ぎる天然おっぱいは現役おっぱいモデルで更に人妻（3月25日、BALTAN）
- 女子校生の勃起乳首オナニー 2（4月1日、OFFICE K'S）他出演:野中あんり、梨杏、楓乃々花、くるみ
- ロリータアナルディルドオナニー（4月15日、OFFICE K'S）他出演:小栗はな、小松ひな、水嶋あい
- 初めて風俗の面接に来た女の子に、いい加減な事を言ってエロいことを好き放題してみた（4月19日、edge）他出演:中原みき、安藤ゆか、西原かすみ
- 街で女子校生を見かけては、あんな子とイヤらしいことできたらなぁ…と想像ばかりしているが、そんな機会などあるはずもないおじさんの僕。（4月19日、edge）他出演:野中あんり、真鍋紗愛、水嶋なみ
- ロリっ娘パイパン透けビキニ 発育敏感おっぱい少女はオヤジのいいなり中出し（4月19日、ワレメ）他出演:坂本愛海
- JK援交 VOL.30 ガチ中出し（4月25日、サムシング）
- 乳と尻揉みまくり 3 思う存分揉みまくる!マニア監修編（4月28日、ティファ・コーポレーション）他出演:真鍋紗愛、斉藤らむ、一ノ瀬いつき、吉沢花梨、三井レミ
- 本当にイッてる指オナニー 8（5月2日、OFFICE K'S）他出演:香坂めぐ、野中あんり、梨杏、倉木あゆみ、篠原奈美、楓乃々花
- 女子校生体液倶楽部（5月2日、OFFICE K'S）他出演:野中あんり、上戸みなみ、真鍋紗愛、くるみ
- 言葉責めされてぬるぬるオマンコになるマゾ女（5月2日、OFFICE K'S）他出演:横山みれい、黒澤ルナ、玉木かおり
- アイドルを目指していますけど、生活が苦しくて内緒でバイトをしています。 お仕事は…大変ですけど楽しいです。（5月13日、ゴーゴーズ）
- ピュア過ぎるそば屋の跡取り娘 たえ（5月15日、光夜蝶）※「たえ」名義
- 下品なおならオナニー3 6人の臭いおならがププププ〜ン!（5月20日、レイディックス）他出演:平井麻耶、上戸みなみ、優木あおい、白川ゆき、山瀬さとみ
- ガスマスク女子校生（5月20日、プールクラブ・エンタテインメント）他出演:小桜りく、中川純、上戸みなみ
- 立ちコキが強烈過ぎてもう堪らん。（5月23日、SEX Agent）他出演:前田陽菜 須真杏里（須真杏理）三橋ひより 小桜りく
- 電流アクメ拷問所 痙攣女体くらげ 9（5月28日、ベイビーエンターテイメント）
- ロリ顔に似合わない凄いクビレの天然美巨乳（6月1日、MOODYZ）
- 女子高新体操部のミネラルウォーターに睡眠●を混入し絶対起きないグニャグニャ軟体女生徒と美人コーチの身体をジックリもてあそぶド変態監督の秘密特訓（6月4日、ディープス）共演:水嶋あずみ、森永ひよこ、陽向さつき、園田ユリア ほか
- 温泉街に住むマセた○○生とウブな同級生（6月10日、ホットエンターテイメント）…共演:上戸みなみ、野中あんり ほか
- さあや（6月13日、無垢） ※「さあや」名義
- 超拷問式学習塾（6月18日、SODクリエイト）…共演:姫乃未来、真崎寧々、ミュウ ほか
- 妹の爆尻は一見にしかず 2（6月24日、チェリーズ）
- 美熟母の快楽（6月29日、小林興業）主演:桐岡さつき
- スパッツ尻コキ（7月1日、Fetishist）他出演:妃悠愛、紗奈、仁科百華、愛原さえ、本田奈々美、真鍋紗愛、雨宮琴音、つぼみ、沙羅、香月奈緒、松嶋友美
- W美少女スペシャル（7月13日、E-BODY）他出演:ありすひな
- 沢村麻耶がAVに出た本当の理由（7月15日、カマタ映像）主演:沢村麻耶
- アナルが良すぎて白目をむくの。 さや（7月19日、乱丸）
- 女子校生15人オマ○コ指入れぴちゃぴちゃ自画撮りオナニー vol.3（7月20日、ピーターズ）他出演:琥珀うた、能世愛香、宮咲志帆、愛音麻友、上戸みなみ、香椎りこ、篠めぐみ、彩音さくら、つくし ほか
- クビレ巨乳はイキっ放しド変態（7月22日、胸キュン喫茶）※「よりえ」名義
- 父娘 近親相姦 〜女になった娘に欲情して…〜（8月5日、スティルワークス）他出演:真鍋紗愛、仲本紗代
- 田舎通学バスでブラジャーするかしないか微妙な年頃の女子学生のポッチン乳首にイタズラ痴漢（8月6日、SWITCH）他出演:野中あんり、姫野ゆあ、山野真里、花村まほ
- 援交女子校生にお仕置き中出し（8月7日、GLAY'z IMPACT）他出演:三橋ひより、真鍋紗愛、若井心菜、桐山凛果、大城真央
- 変態ロリ巨乳とニューハーフ（8月13日、U&K）共演:樹莉
- 爆乳さやちゃん 12（8月15日、ケー・トライブ）
- 恥ずかしいカラダ 子犬物語（8月27日、HMJM）
- 催眠温泉 -湯けむり乱交姦-（9月1日、RMQプロジェクト）共演:艶堂しほり、北谷静香、花村まほ
- 無垢な素人 02 敏感エビゾリFカップ女子校生 さあや（仮名）（9月1日、アットフレンド）　※「さあや」名義
- 奴隷パーティー（9月7日、アタッカーズ）…共演:美空あいり、上戸みなみ、野中あんり、七緒果帆、新城美稀、かなみ芽梨
- ネオパンストフェティッシュVer.25 アイドルのオーディションを受ける沙耶ちゃんは、Fカップのノーパンパンスト軟体カワイコちゃん（9月13日、A・V・S）
- 沙耶のいやらしい身体をたくさんイジメてください。（9月13日、マルクス兄弟）
- 女子校生の黒ニーソ足コキ（9月15日、ワンズファクトリー）他出演:西野まお、七咲楓花、有村千佳、早乙女ルイ、哀川りん、時田あいみ、舞野まや
- 口マ●コ お口が性器になった6人のオマンチョ女たち（9月20日、レイディクス）他出演:前田彩七、橘アイリ、星崎アンリ、柴咲ゆうり、入岡早希
- 牝犬悦楽 野外お散歩調教（9月20日、プールクラブ・エンタテインメント）
- MOODYZ2011カタログ 146タイトル（9月29日、ムーディーズ）
- 絶対服従! ドSなお姉さん2人のM男責め!! 8（10月5日、未来 フューチャー）共演:新城美稀
- サディスティック学園 QUEEN OF 女教師（10月5日、QUEENDOM）共演:新城美稀
- 巨乳娘と変態家族（10月6日、グローリークエスト）共演:近江なみ
- 集団熟女にかわるがわる脱糞されてしまう女子校生（10月11日、アイリング）
- アナルレズ調教（10月13日、U&K）共演:艶堂しほり
- ズッポリ!ディルドオナニー!（10月13日、マルクス兄弟）他出演:哀川りん、黒木麻衣、七咲楓花、青木りん、美神あおい、北条麻妃、北川瞳、矢吹杏、悠月舞
- あねもえ（姉萌） 優しい姉の温もりに抱かれて。 Vol.7（10月15日、ケー・トライブ）他出演:和希さやか
- ゲロス 3 聖分泌物と排泄物の祭典（10月21日、ラッシュ）
- 射精直前の気持ち良いピストン103連発 第3弾（10月28日、ムーディーズ）
- グラマー 未発表スペシャル 6（10月29日、HMJM）他出演:上村あずさ、愛咲れいら、小嶋ジュンナ、遥花しいな
- M 迷える子犬のアンソロジー（10月29日、HMJM）
- ロリ専科 二輪車スク水ローションマット責め 発育おっぱい 百合●学生のパイパン蕾に生中出し（11月2日、グレイズ）…共演:松井めぐみ
- スク水H 31（11月4日、クリスタル映像）
- 素人ギャルに濃厚キスして手こきして抜いてもらいました（11月7日、GLAY'z IMPACT）他出演:菅野由紀、安室美貴、天宮まりる、三橋ひより、名倉瞳、七瀬みらい、西園けい、紺野渚、藤咲れん、斎藤らむ、神木なな、秋本ゆいか、島村菜々、葵まりあ、野々宮ヒカル、天瀬ゆい、新城美稀、前田彩七、上戸みなみ、石岡亜美、小島優花、広末希未、松井めぐみ ほか
- この世は絶対男社会! 親のコネで入社した娘の健気な勤労奉仕/ゴミ捨て場の娘、お前は家畜だ!（11月10日、FAプロ）他出演:くるみ
- 密着性交4時間 2（11月10日、E-BODY）
- 僕の義理の妹、姉、娘はお口を使ってザーメンを抜いてくれる（11月25日、隼エージェンシー）他出演:長澤あずさ、竹内りな、あすかみみ、しずく、まりか、横山みれい、河瀬リナ、宮村恋、高橋怜奈、国分佐知、小坂めぐる、小倉もも、小島優花、松井めぐみ、水嶋あい、星野あいか、浅見友紀、早坂愛梨、大島みなみ、大堀香奈、桃井早苗、藤原ひとみ、牧野絵里、堀口奈津美、優希みく、陽菜、結城みさ
- あねもえ（姉萌） 優しい姉の温もりに抱かれて。 Vol.9（12月15日、ケー・トライブ）他出演:このは
- Baby Entertainment SUPER BEST 2011 ディープオーガズム 頂点への扉（12月17日、BabyEntertainment）
- おしっこ大好き！貴方の臭いおしっこ飲んであげる◆ 男尿ごっくん GIRLS 3（12月20日、レイディックス）他出演:篠祐希 真咲南朋（楓モモ、安藤なつ妃） 早乙女さくら 草刈あも 浜名麻由香
- S嬢の完全M男いびり 2（12月21日、プラネットプラス）

2012年
- 「陰毛が無いって言わないで…」 ロ●ータ 愛液パイパンマッサージ 2（1月7日、GLAY'z IMPACT）出演:双葉みか、長谷川しずく、田中志乃、鮎川千里、小川京香
- カラダデ犯ス痴女8時間（1月8日、E-BODY）
- アンナと花子4周年記念レズビアンBESTクンニリングス編（1月14日、アンナと花子）
- 変態公衆便所タンツボ肉便器女 高沢沙耶（1月19日、GLORY QUEST）
- 女子○生に手コキで2回連続発射させられる快感（1月20日、ジャネス）
- パイパン優等女学生（1月25日、ながえスタイル）
- 歳の差熟娘 屁・放尿顔騎（1月29日、赤鬼）
- 女子○○生 拉致監禁 16 痴女淫縛 沙耶（1月29日、ローグ・プラネット）
- 86人の尻コキ大図鑑 8時間（1月29日、Fetishist/妄想族）
- ケガのお見舞いに巨乳の女友達が来てくれた！献身的に体を拭いてくれるから、オナニーできないボクのチ〇ポはビンビン反応。それに気付いた女の子も興奮しちゃったのだろうか？動けないボクの上にまたがり腰を振り始めちゃいました！（2月2日、GLORY QUEST）他出演:小沢アリス 大堀香奈 木下若菜 前田優希
- 女子校生にぶっかけセンズリ鑑賞（2月14日、MANIA Play）他出演:澤北優香 月城愛子 真鍋紗愛 新山花里奈
- 吸って揉んで挟んで揺らしてチ○ポを勃たせる卑猥な おっぱい！（2月25日、ながえスタイル）他出演:浅倉彩音
- AKIBAでさらった娘を陵辱してアナルを犯しました。2（2月27日、中嶋興業）
- 軟体アナルSEX 2（3月16日、OFFICE K’S）
- オッパイは舐め吸うタメだけに存在する4時間3（3月17日、ABC/妄想族）
- Iカップ以上女の激しすぎる乳揺れSEX 揺れる爆乳映像 4時間（3月31日、ABC/妄想族）
- リラクゼーションエステ健全店でヤレるのか!? 2（4月6日、イーエックス）他出演:大島あいる、小倉ゆず、前田優希、持田美琴
- MOODYZ2011年 全タイトル16時間（4月8日、ムーディーズ）
- ディルドオナニー60人 4時間（4月9日、マルクス兄弟）
- 大学生たちの青姦見せつけ露出温泉旅行 卒業制作裏ビデオ（4月19日、グローリークエスト）
- 近親夜這い（4月19日、グローリークエスト）共演:つくし、有村千佳、ももかさくら、仁科百華
- S痴女が淫語で焦らし手コキ責め（5月4日、映天）共演:一ノ瀬ルカ、西本はるみ、北川瞳、持田美琴、菅野みいな、桜井はづき、鈴香音色、西野花梨、西井優香
- ADが隠し持っていた隠し撮り秘蔵映像 4時間 2（5月18日、ex）
- 非日常的クネクネ映像コレクション III（5月25日、AVS collector’s）
- お嬢様奴隷パーティー（6月7日、アタッカーズ）共演:七咲楓花、新山花里奈、前田彩七、岸谷加菜
- アナル凌辱 〜強制浣腸〜 4（6月15日、ジャネス）
- 帰ってきた淫乱AV16時間 SEX大全（6月16日、乱丸）
- 婦人科レズビアン（6月21日、タカラ映像）共演:結城みさ
- 若妻羞恥アナル調教 2（6月25日、未来 フューチャー）
- 女子校生と五十路おばさんの近親相姦レズ（6月26日、ラハイナ東海）共演:春希ゆきの、椿かをる、名倉瞳、賀来恵美子、他1名
- ロ●ータディルドオナニー 4（7月6日、OFFICE K’S）共演:朝倉ことみ、つるのゆう、川合まゆ
- 肉便器 イラマチオどれい少女（7月20日、OFFICE K’S）共演:みづなれい、朝倉ことみ
- 脚責め天国！集団美脚イジメ パンストOL編（7月20日、OFFICE K’S）
- 音がスゴい卑猥な人妻のオナニー（7月24日、ラハイナ東海）共演:羽田桃子、麻田サラ、尾上ライナ、篠原奈美、他5名
- ポルチオクライシス 強制受胎収容所 第五幕 指淫地獄のマリオネット（7月25日、BabyEntertainment）
- 女監督ハルナの「見てしまった…」禁断の女子校生レズ浣腸アク（8月1日、ヴィ）共演:管野しずか、早乙女らぶ、あずみ恋、平子知歌
- 馬乗りパイズリ狭射マウントポジション!! 3（8月3日、映天）共演:小倉ゆず、若葉まゆこ、園田セイラ、小西麻琴、愛内ゆう、椎名みくる、優花めぐみ、あきな、菅野みいな、他2名
- 揉み4時間50人（8月3日、ex）
- 【AV30】BEST FETISH SELECTION 渡辺琢斗の世界（8月10日、AVS collector’s）
- お漏らしが止まらない！気持ちよすぎる失禁・羞恥お漏らし200人16時間（8月12日、ROOKIE）
- 月刊 パンティストッキングマニア Vol.8（8月18日、OFFICE K’S）共演:このみ優愛、飯田せいこ、橘なお、宮瀬あき、小川菜乃、羽月希
- 女子校生ぬる×2おま●こオナニー VOL.12（8月18日、虎堂）共演:琥珀うた、若葉りか、小日向ゆうこ、つるのゆう、宮下つかさ
- 人間崩壊シリーズ20 ゲロスカ痴女 食糞の掟（8月18日、ラッシュ）共演:北谷静香
- クラスメイトぶっかけ 女子30人に大量顔射! 愛しのセーラー服姿、キミのその顔にボクの精子をたっぷりかけてあげる!（8月25日、レイディックス）共演:管野しずか、星崎アンリ、小桜りく、大城かえで、真咲南朋、他24名
- 射精直前の気持ち良いピストン103連発 第4弾（8月31日、ムーディーズ）
- 気持ち良いピストンと射精直後のじっくり長時間お掃除フェラ 107連発（9月9日、ムーディーズ）
- 催眠素顔 2（9月10日、催眠研究所）共演: 伊吹りさ、初美沙希、琥珀うた、早乙女ルイ、橘ひなた
- 淫乱騎乗位4時間3（9月16日、乱丸）
- どロリ2（9月16日、ROOKIE）
- SEX by HMJM ハマジムベスト08 6時間（9月29日、HMJM）
- 幻のクビレ爆乳 4時間（9月29日、ABC/妄想族）
- 絶頂セルフ揉み舐めオナニー 15連発（10月5日、ex）
- オンナ達のディープキス（10月14日、アンナと花子）
- 顔面パンストエクスタシー（10月20日、プールクラブ・エンタテインメント）
- 日本の名器 膣圧検定 膣圧自慢の女たち20人のヴァギナが唸りを上げる!（10月20日、レイディックス）共演:桐原あずさ、愛菜友華、飯田せいこ、杉田千明、光矢れん、希内りな、他13名
- 強制剃毛 II（10月20日、プールクラブ・エンタテインメント）共演:桐谷あや、浅井めぐみ
- 激しすぎる乳揺れ騎乗位 揺れる爆乳映像 50人（10月27日、ABC/妄想族）
- 美しい女の卑猥な肉体（11月5日、実録出版）
- 美少女女子校生10人 スクール水着 vol.1（11月15日、ケー・トライブ）共演:雪見紗弥、つぼみ、上木奈央、愛原さえ、綾見ひかる、星川なつ、松すみれ、しずく、北川瞳
- 白目絶頂セックス4時間3（11月15日、乱丸）
- あね風呂 1（11月15日、ケー・トライブ）
- 手コキと勢いのある射精百景 II 下巻 6時間（11月20日、レイディックス）
- ウンチ買取堂 7 ビックリ仰天!迫り来る巨大ウンチを体感セヨ（11月20日、レイディックス）共演:浅井めぐみ、天川芽来、香山さやか、森島みく、新垣舞、森野ひなの、相田ゆりあ
- グラマー クビレ巨乳痴女（11月25日、デジタルアーク）
- 初アナルの人妻 夫ともしたことなかったのにアナルSEXしてしまいました この快感を知ってしまったの…（11月25日、ビッグモーカル）共演:朝桐光、本庄瞳
- フェチに捧ぐ ゆっくりジックリめりこむ乳揉み 4時間 50人（11月30日、ABC/妄想族）
- 脱糞!塗糞!熟娘のレズ（12月1日、糞鬼/妄想族）共演:金森愛子、花村まほ、辰美はな、麻田サラ、富岡りさこ、金子みすず、柚翔子
- AKIBA娘の強制イラマ＆FUCK（12月1日、中嶋興業）共演:朝田ばなな、金子きい、のはらももか、小西レナ
- BBB REMIX 250 フェラと手コキと尻と乳（12月3日、メディア総販ソレイル）共演:柴咲ゆうり、本真ゆり、西野花梨、 美月優芽、一ノ瀬ルカ、大堀香奈、有村千佳、平子知歌、小島優花
- ポニーテールふんどし美少女8人総当たりリーグ戦ガチンコ女相撲 野外エロエロ場所（12月6日、ROCKET）共演:宮崎由麻、天野小雪、水嶋あい、あすか光希、他3名
- スク水50人 8時間DX（12月7日、クリスタル映像）
- 乳首を舐められて、手コキと寸止め（12月8日、ラッシュ）共演:篠田ゆう、本真ゆり、青山はるき、雪乃紗恵、北谷静香、星川麻美
- 痰つばかけ涎交換えぐい接吻レズ（12月10日、アイリング）共演:矢沢りょう、坂本理沙、吉村安奈、鮎美セイラ、吉高マリア、松浦慶、城井聖花、他2名
- レズベストの名品！求め合うレズビアン100SEX 24時間（12月13日、ROOKIE）
- 巨乳爆乳フェラに夢中 縦横無尽に揺れる乳 the フェチアングル（12月19日、ex）共演:森永ひよこ、本原純、西井優香、あきな、長澤あずさ、北川瞳、木咲美琴、桜木莉愛、美月しのぶ、桃華マリエ、響まゆ、辻井美穂、持田美琴、菅野みいな、希本なつ美、大島あいる、園田セイラ、桜井はづき、他1名
- 小便を飲む女28人 怯えた視線で大きく開いた女の口に注がれる熱き小便。（12月20日、プールクラブ・エンタテインメント）共演:優木あおい、河愛杏里、他25名
- 馬乗りパイズリ挟射祭り 4時間（12月23日、ex）
- 淫語羞恥レズビアン（12月25日、AVS collector’s）共演:結城みさ、朝倉ことみ、桐原あずさ、桃井早苗、他1名

2013年
- NON-STOP凌辱4時間（1月12日、マルクス兄弟）
- 緊縛M女50人 6時間 セルフボンデージ、緊縛露出、自己を拘束し快楽を貧る女たち（1月23日、プールクラブ・エンタテインメント）
- 観察 M字開脚でおしっこ。（2月19日、LABO/妄想族）共演:進藤怜、榎本らん、田辺莉子、酒井はな、牧瀬絵里、宮瀬リコ、及川はるな、美咲あすみ、鈴木鈴、友利ルナ、星崎亜耶、岡田なつき、他9名

### イメージDVD
「加藤まみまみ」名義
- おパイパン （2011年1月23日、INTEC Inc）
- 百合萌えω （2011年4月23日、イー・マーケティング）共演:石田冴依
- pg （2011年7月25日、ターンテーブル）
- 俺の妹がこかんにけがあるわけがない （2011年10月14日、Silverwing）
- 女子校生 足の裏（2013年2月25日、ジャネス）共演:松下ひかり、初芽里奈、村瀬優花、早坂愛梨、しずく、有村千佳、澤北優香、月城愛子、眞鍋沙愛、新山香里奈、佐原留美、菅野由紀、早瀬ありす、武藤クレア

「森島あや」名義
- constriction （2013年5月17日、TWCC）
- 性処理に最適な肉女（2013年7月26日、スパークビジョン）

### 映画
- イヤリング（2012年、榎本敏郎監督）

### インターネット放送
- トイズハートプレゼンツBUBKA「きのう誰食べた」[1]（2012年01月15日ゲスト出演、ニコニコ生放送）